# Clemens Bastiaansen
Clemens Bastiaansen (Tilburg, 20 februari 1958) is een oud-profvoetballer die voor Willem II, RBC Roosendaal en FC Eindhoven uitkwam.

## Carrière
Bastiaansen is geboren in Tilburg. Bastiaansen begon in zijn jeugd voetballen bij Willem II waardoor in 1977 speelt hij in zijn eerste team. Hij beëindigde zijn voetbalcarrière in 1997. Daarna ging hij aan de slag als trainer bij verschillende voetbalclubs. In 2010 begon Bastiaansen als trainer bij VV Dongen, maar na een seizoen vertrok hij als jeugdtrainer naar zijn oude clubliefde Willem II. Hij heeft van 2011 tot en met 2013 Jong Willem II onder zijn hoede gehad. Hierna is hij nog werkzaam geweest bij NAC Breda O19, Achilles Veen en VV Rijsoord. Bastiaansen ging toch niet verder als trainer van Rijsoord in 2022. Terwijl hij had contract getekend een seizoen langer bij VV Rijsoord.